# جون آلمیدا
جون آلمیدا (انگلیسی: June Almeida; زاده ۵ اکتبر ۱۹۳۰ – درگذشته ۱ دسامبر ۲۰۰۷) ویروس‌شناس اهل اسکاتلند یکی از پیشگامان تصویربرداری از ویروس بود. ویروس‌های کرونایی نخستین بار توسط آلمیدا در سال ۱۹۶۴ در آزمایشگاهش در بیمارستان سنت توماس لندن شناسایی شد. دستاوردهای او به شناخت سریعتر ویروس کووید۱۹ که در حال حاضر دارد در همه دنیا پخش می‌شود کمک کرده است.
جون آلمیدا در سال ۱۹۳۰ به دنیا آمد و در شهر گلاسگو اسکاتلند بزرگ شد. او نسبتاً زود در ۱۶ سالگی ترک تحصیل کرد، اما به عنوان تکنسین آزمایشگاه آسیب‌شناسی بافتی در بیمارستان سلطنتی گلاسگو استخدام شد.
او بعدها برای ادامه کار به لندن نقل مکان کرد و در سال ۱۹۵۴ با انریکه آلمیدا، هنرمند ونزوئلایی، ازدواج کرد و به کانادا مهاجرت کردند و در شهر تورنتو ساکن شدند. در مؤسسه سرطان اونتاریو به عنوان یک الکترونکروسکوپیست مشغول به کار شد و روش «افزایش تراکم ویروس‌ها با استفاده از پادتن» برای تجسم بهتر آن‌ها را ابداع کرد.
در سال ۱۹۶۴ مجدداً به بریتانیا بازگشت و در دانشکده پزشکی بیمارستان سنت توماس لندن مشغول به کار شد و روی سرماخوردگی عادی مشغول به تحقیق و ذرات ویروس را در آن‌ها دید، ویروسی که به گفته او شبیه ویروس‌های آنفلوانزا است ولی دقیقاً عین آن‌ها نیست؛ چیزی که او شناسایی کرده بود نخستین ویروس کرونای انسانی بود. اکتشاف جدید در قالب مقاله‌ای در سال ۱۹۶۵ برای ژورنال پزشکی بریتانیا ارسال شد و نخستین تصاویری که او از این ذرات گرفته بود دو سال بعد در ژورنال ویروس‌شناسی عمومی به چاپ رسید.
آلمیدا در ادامه برای کار به دانشکده پژوهش‌های پزشکی سلطنتی در لندن رفت و در آنجا موفق به اخذ مدرک دکترا شد. او زندگی کاری خود را در مؤسسه ولکام به پایان رساند و موفق به ثبت چند اختراع در زمینه تصویربرداری از ویروس‌ها شد. بعد از بازنشستگی به آموزش یوگا رو آورد اما در اواخر دهه ۱۹۸۰ تصمیم گرفت به عنوان مشاور مجدداً به دنیای ویروس‌شناسی بازگردد و به ثبت تصاویری بدیع از ویروس اچ‌آی‌وی کمک کند. وی در سال ۲۰۰۷ و در سن ۷۷ سالگی درگذشت.